# Belmonte (Santa Catarina)
Belmonte è un comune del Brasile nello Stato di Santa Catarina, parte della mesoregione dell'Oeste Catarinense e della microregione di São Miguel do Oeste.
Il municipio di Belmonte confina a nord con Bandeirante, a est con Descanso, a sud con Santa Helena e a ovest con la frontiera argentina.